# ジオイド

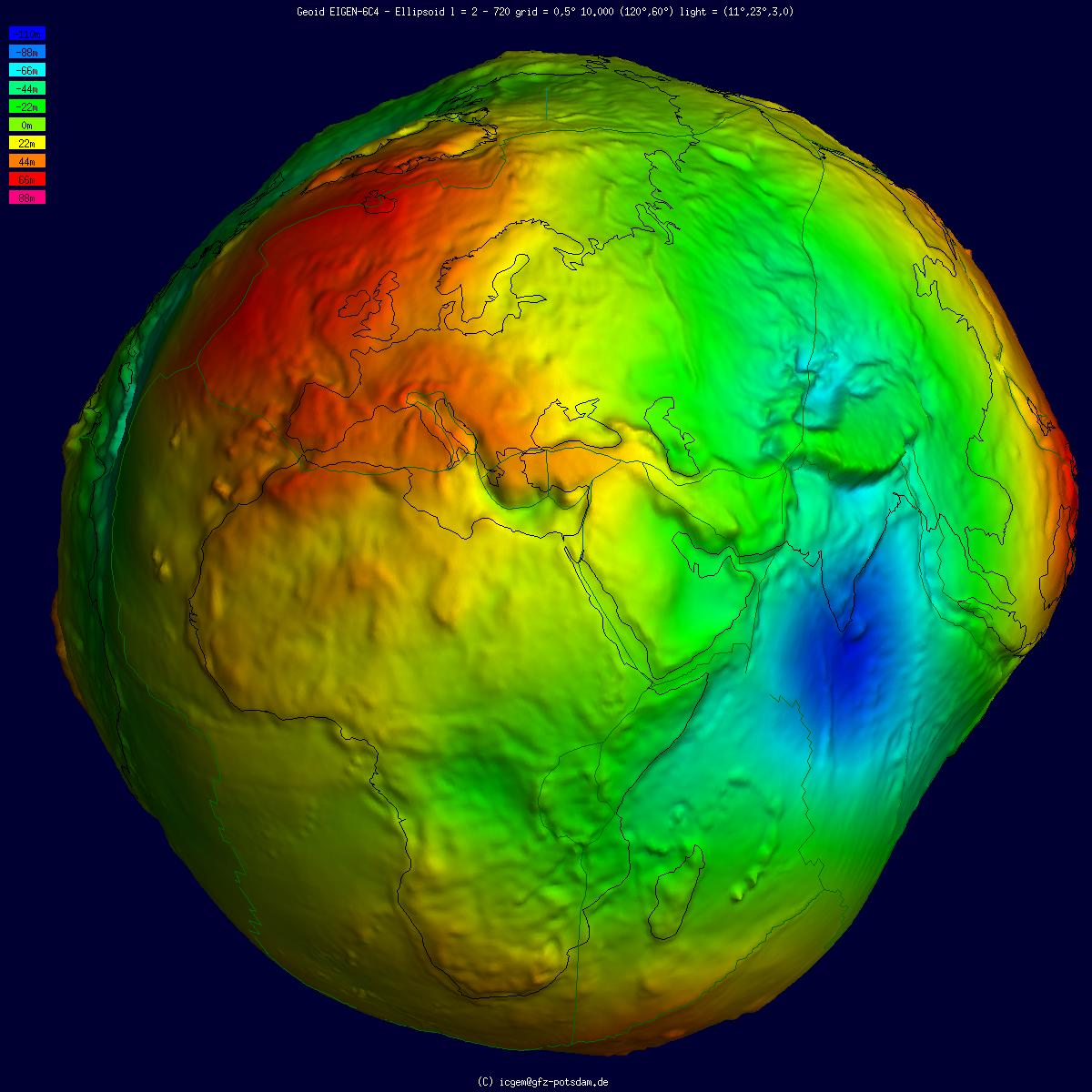
擬似色、陰影起伏、高さ方向の強調（10000倍に拡大）によって表されたジオイドのうねり。

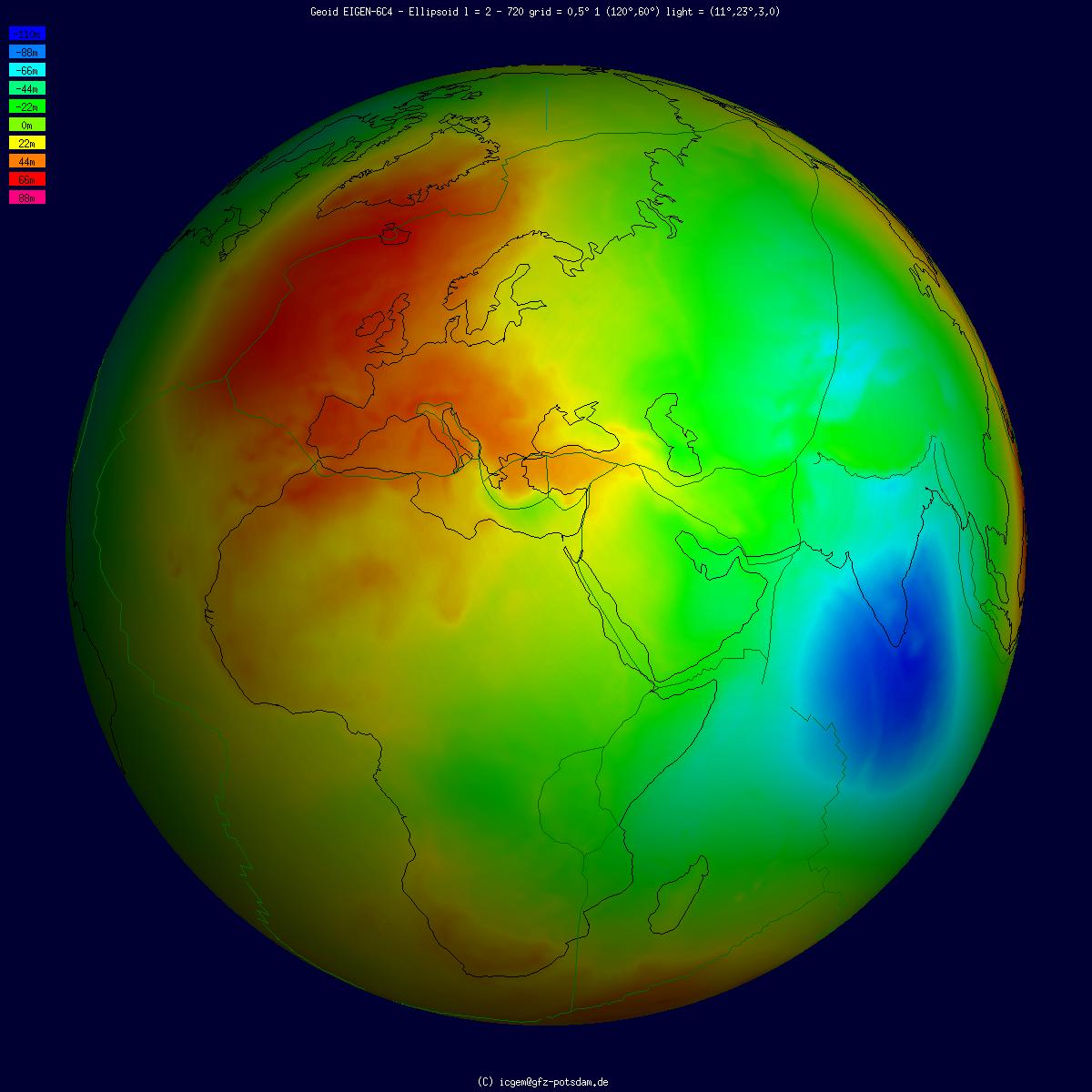
疑似色で表された縮尺通りのジオイドのうねり。

5のジオイドから4の地表面までの距離が「標高」であり、2の地球楕円体と5のジオイドとの距離が「ジオイド高」である。

ジオイド（英語: geoid）とは、地球の平均海水面に極めて良く一致する等ジオポテンシャル面を言う。
1. 平均海水面
2. 地球楕円体
3. その地点の鉛直線
4. 地表面
5. ジオイド

## 概要
ジオイドの定義、すなわち地球の平均海水面に一致する等ジオポテンシャル面は、地球の重力以外の影響を取り去った場合の全地球を覆う仮想的な海面に一致する。この場合の平均海水面は陸地にまで延長、すなわち、運河やトンネルを掘ってその場所まで海水を導いたとして考える。
したがって、ジオイドとは、ジオポテンシャル によって形づくられる一種の「地球の形」を表現している。
地球のジオイドは、地球楕円体と呼ばれる回転楕円体でその形を近似されるが、正確には細かく複雑に歪んだ「セイヨウナシ」のような形をしていて、地球楕円体モデルGRS80の楕円体面を基準にすると最大で約85mの突出と約105mの凹みを持つ。このジオイド面の相対的高さ（差）を「ジオイド高」と呼ぶ。

## ジオポテンシャル基準値
ジオイド面はジオポテンシャル{\displaystyle \Phi ({\boldsymbol {r}})}の空間分布に加えて、地球の平均海水面に良く一致するよう正規重力ポテンシャル基準値{\displaystyle W_{0}}を定めることによって決まる（したがってジオイド面上の点{\displaystyle {\boldsymbol {r}}}では{\displaystyle \Phi ({\boldsymbol {r}})\equiv W_{0}}）。国際的な値として、GRS80モデルによる値は、{\displaystyle W_{0}=62636860.850\,{\textrm {m}}^{2}{\textrm {s}}^{-2}}、国際地球回転・基準系事業（IERS）では {\displaystyle W_{0}=62636856.000\,{\textrm {m}}^{2}{\textrm {s}}^{-2}}を用いている。
ただし測量用に定めるジオイドは、{\displaystyle W_{0}}の値を定めるのではなく、基準地点の平均海水面に基づいて決める場合が多い。
日本では「日本のジオイド2011（GSIGEO2011）」が測量用に定められており、東京湾平均海面 が基準である（したがってその標高は0となる）。

## ジオイド面と平均海水面
平均海面は、ジオポテンシャルだけではなく定常的な海流および海水温等の影響を受けるので、ジオイド面とは最大で2m程度の差がある。

## ジオイド面と標高
ジオイド上のある点から地球楕円体に垂直な線分を地球楕円体表面まで伸ばしたときのその線分の長さをその点のジオイド高、ジオイド上のある点からジオイド面に垂直な線分を地表まで伸ばしたときのその長さを標高と呼ぶ。
地表から地球楕円体に垂直な線分を地球楕円体表面まで伸ばしたときのその線分の長さを「楕円体高」と呼ぶ。良い近似で、標高 = 楕円体高 - ジオイド高 である（厳密にはジオイド面と地球楕円体は平行ではないから、わずかに差がある）。
日本の緯度・経度が分かっている地点のジオイド高は、次で知ることができる（ジオイド高計算 国土地理院）。例えば、日本水準原点（緯度 35度40分37.9899秒、経度139度44分52.2492秒）のジオイド高は、36.7071m であり、その標高は、24.3900m であるから、楕円体高は、36.7071m + 24.3900m = 61.0971m となる。
また、二等三角点「富士山」（緯度35度21分38.2608秒、経度138度43分38.5153秒）のジオイド高は、42.5075m であり、その標高は、3775.51m であるから、楕円体高は、42.5075m + 3775.51m = 3818.02m となる。

## ジオイド面の凹凸

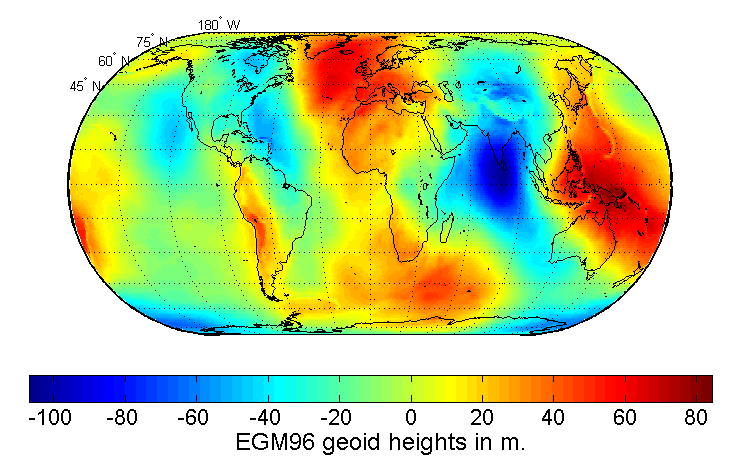
地球重力モデルのEGM96によるジオイドとWGS-84地球楕円体との高さの差（ジオイド高）

ジオイドの凹凸は周囲の地形や地下の岩石の密度の影響によるものである。山脈がある場合や、平地であっても地下に密度の高い岩石がある場合は、その周囲ではジオポテンシャルがより低くなり、ジオイドは地球楕円体表面よりも突出する。
日本列島においても、中部地方から東北地方までの山間部でジオイドが盛り上がっており、そのジオイド高は+40m～50m程度である。東京近辺では+30m程度である。

## うねり
ジオイドのうねり（英語: undulation of the geoid）とは、与えられた参照楕円体に対するジオイドの相対的な高さのことである。国ごとに異なる平均海面レベルを参照点として採用しているため、うねりは標準されていないが、最も一般的にはEGM96ジオイドを指す。

### GPS/GNSSとの関係
楕円体の高さはGPSシステムや同様のGNSSから得られるが、地図や一般的な利用方法では、標高の高さを示すために海面上の平均高さ（正標高など）が使われる。
楕円体の高さ{\displaystyle h}と正標高{\displaystyle H}の間の偏差{\displaystyle N}は、次のように計算できる。
{\displaystyle N=h-H}
同様に、楕円体の高さ{\displaystyle h}と正規高{\displaystyle H_{N}}の間の偏差{\displaystyle \zeta }は、次のように計算できる。
{\displaystyle \zeta =h-H_{N}}

### 重力異常

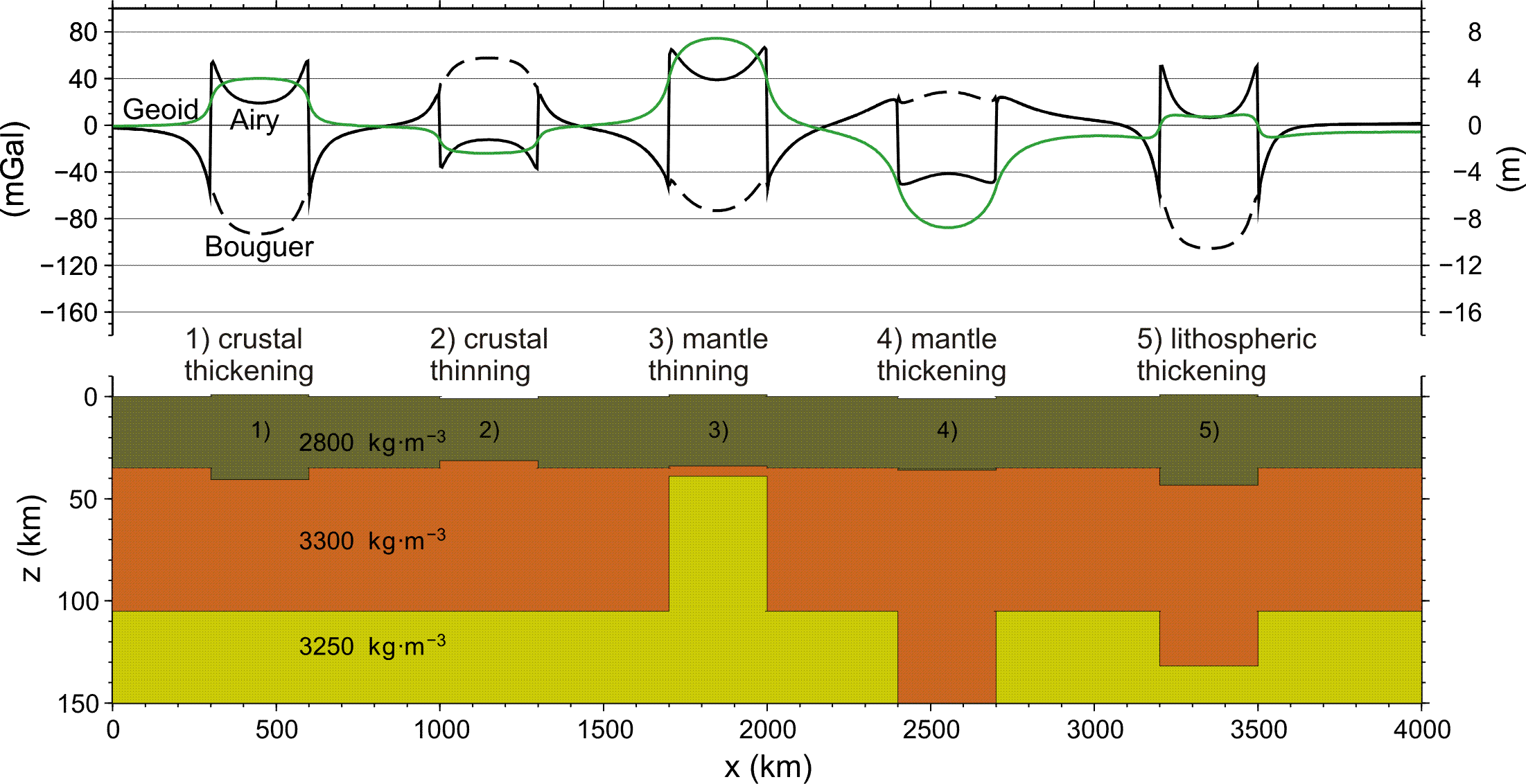
重力とジオイド異常は、参照の構成に対するさまざまな地殻やリソスフェアの厚さの変化によって引き起こされる。すべての構成は、ローカルなアイソスタシー補正の下にある。

ジオイド表面の高さの変動は、地球内の異常な密度分布に関連している。そのため、ジオイドの測定は、惑星の内部構造を理解するのにも役立つ。肥厚がリソスフェア全体に影響を与える場合に予想されることとは反対に、合成計算は、厚くなった地殻のジオイドの特徴（たとえば、大陸衝突によって生成された造山帯）が正しいことを示している。マントルの対流も、時間の経過とともにジオイドの形状を変化させる。